# Gaston Flosse
Gaston Flosse, né le 24 juin 1931 à Rikitea sur l'île de Mangareva, est un homme politique français actif en Polynésie française.
Membre du RPR et fondateur du Tahoera'a huira'atira en 1977, parti politique polynésien d'inspiration gaulliste, il est maire de Pirae de 1965 à 2000. Il est élu pour la première fois député à l'Assemblée nationale en 1978 et exerce la fonction de secrétaire d'État chargé des Problèmes du Pacifique sud dans le deuxième gouvernement Chirac, de 1986 à 1988. Il est sénateur de 1998 à 2014.
Premier président du gouvernement de la Polynésie française, de 1984 à 1987, Gaston Flosse exerce à nouveau cette fonction de 1991 à 2004, devenant ainsi l'homme fort de cette collectivité française autonome. Il parvient ensuite à revenir brièvement à la tête de la Polynésie française à deux reprises, puis conduit le Tahoera'a aux élections territoriales de 2013, qui lui permettent de redevenir président de la Polynésie française.
Il est déchu de ses mandats électoraux en 2014, après une condamnation définitive dans une affaire d'emplois fictifs, une des nombreuses affaires ayant émaillé sa carrière politique. Par la suite, il est à nouveau condamné et rendu inéligible, tout en restant présent dans le débat public en amorçant un virage souverainiste. Il quitte la présidence de son parti rebaptisé Amuitahiraa o te nuna'a Maohi le 16 juillet 2024. En désaccord avec l'élection de son successeur, il quitte son parti, et créé en octobre le Taho'e tatou.

## Situation personnelle

### Origines et carrière
Né d'un père lorrain venu exploiter la perle noire et d'une mère originaire de l'archipel des Gambier, Gaston Flosse voit le jour dans l’archipel des Gambier. Puis en 1938, la famille Flosse s'installe à Tahiti, dans la commune de Pirae. Le jeune Gaston a sept ans et ne parle que le reo mangareva, dialecte parlé sur son île natale.
De l'âge de sept à seize ans, il effectue sa scolarité à l’école des frères de Ploërmel de Papeete, qui est aujourd’hui le collège-lycée La Mennais. Il n'a alors pas le droit d'utiliser une langue polynésienne sous peine de sanction. Il exerce dans cette école une carrière d’instituteur pendant treize ans avant de se diriger vers le métier d’assureur. C’est à cette occasion qu’il rencontre et noue de solides relations avec quelques riches familles des anciens Établissements français d’Océanie, comme Albert Moux, copropriétaire du quotidien Les Nouvelles de Tahiti, Robert Wan, surnommé « l’empereur de la perle », et Louis Wan, personnalité de la grande distribution, s’occupant également de brasserie, de perle et d’hôtellerie.

### Vie privée et familiale

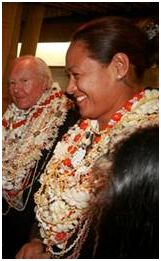
Gaston Flosse, avec sa compagne Pascale Haiti.

Il s’est marié deux fois et a eu neuf enfants, avec :
- Barbara (Viera Joan) Cunningham (1931-2000) en 1950, divorcés avant 1994[6], 6 enfants :
  - Vera Flosse, agent de voyages[7].
  - Joan Flosse, épouse le 12 février 1972 Édouard Fritch, homme politique et dauphin désigné de Gaston Flosse, qu'il a remplacé comme député de 1986 à 1988 en tant que suppléant pendant son passage au gouvernement, puis qui a été élu député en 2012, il l'avait aussi remplacé à la mairie de Pirae de 2000 à 2008 et est le numéro deux du Tahoera'a huira'atira en tant que président délégué, 3 enfants (Marc Manuarii Fritch, Pamela Fritch, Joan Fritch)[8].
  - Reginald Flosse, chef d'entreprise.
  - Jacqueline Flosse, avocate à Papeete[9], mariée à Daniel Dumont, médecin, ancien directeur du Fare Tama Hau[10].
  - Hinareva Flosse.
  - Christina Flosse, gérante de magasin.
- (Marie-Jeanne) Tonita Mao le 14 mai 1994, séparés depuis les années 2000, 3 enfants :
  - Cora Flosse, née en 1984, compagne de Vincent Dubois, avocat, sénateur de Polynésie française, 2 enfants.
  - Jacques Flosse, né en 1993, dont le parrain est l'ancien président de la République Jacques Chirac, grand ami de Gaston Flosse[11].
  - Katarina Flosse, née en 1997.

Il est franc-maçon.

## Parcours politique

### 1958-1978: débuts
En 1958, Gaston Flosse rejoint le mouvement de l'avocat Rudy Bambridge, fondateur de l'Union tahitienne démocratique (UTD) affiliée à l'Union pour la nouvelle République (UNR), qui devient le relais local du mouvement gaulliste. Il commence sa carrière politique en 1965 en devenant le premier maire de la commune de Pirae, à Tahiti, un poste qu’il quittera le 10 mars 2000 pour être en conformité avec la loi limitant le cumul des mandats.
Il assiste le 2 juillet 1966, en sa qualité de conseiller du gouvernement polynésien, au premier essai nucléaire français dans le Pacifique aux côtés du général Pierre Billotte, ministre des Outre-mer.
En 1967, il est membre pour la première fois de l'Assemblée territoriale de Polynésie, et sera réélu sans discontinuer depuis, sous la bannière de l’Union tahitienne-Tetahoera’a ma’ohi (UT-UDR), puis de 1977 à 1996, avec le Tahoeraa huiraatira (Rassemblement du Peuple), qu’il fonde quatre ans plus tard. Il en devient le président en 1972 et entre peu après au comité central de l'Union des démocrates pour la République (UDR) et est l'un des pères fondateurs du Rassemblement pour la République (RPR). De cette époque date son amitié avec Jacques Chirac.

### 1978-1991: responsabilités nationales
Député à partir de 1978, il entre grâce au parrainage de Jacques Chirac à la prestigieuse commission des Finances à l’Assemblée, traditionnellement réservée aux parlementaires aguerris. Élu ensuite député européen, il devient secrétaire d'État chargé du Pacifique sud dans le premier gouvernement de cohabitation (1986-1988).
Il est un initié des secrets politiques et financiers du RPR. Il est par exemple le dernier responsable politique à avoir officiellement rencontré le ministre du Travail Robert Boulin, le 29 octobre 1979.

### 1991-2005: président du gouvernement polynésien
En 1984, Gaston Flosse siège au Parlement européen et parallèlement, obtient le premier statut d’autonomie interne de la Polynésie française et devient le premier président du gouvernement polynésien. Ardent défenseur de l’autonomie de la Polynésie, il obtient une autre réforme statutaire en 1996 puis en 2004. Habile négociateur, proche du président de la République Jacques Chirac, il entretient des relations privilégiées avec Paris, dont il use pour financer le développement du territoire et l'évolution de son statut. En 1986, il est chargé du secrétariat du Pacifique sud par Jacques Chirac, alors Premier ministre de François Mitterrand, jusqu’en 1988.
En 1995, Gaston Flosse est confronté à un regain de violences dans la capitale de la Polynésie, Papeete. Les manifestants, soutenus par le mouvement indépendantiste Tavini Huiraatira et les syndicats, protestent contre la reprise des essais nucléaires promise par Jacques Chirac et soutenue par Gaston Flosse. Le centre-ville de Papeete est partiellement détruit et l'aéroport international de Faa'a est également endommagé. L'intervention de la gendarmerie et de la Légion étrangère réussit à apaiser les tensions, et le dernier tir nucléaire a lieu le 26 janvier 1996.
En janvier 1996, peu après la reprise puis l'arrêt définitif des essais nucléaires dans le Pacifique, il annonce, après un entretien avec Jacques Chirac, devenu président de la République, que l'État versera 990 millions de francs (150 millions d'euros) par an pendant dix ans au territoire pour compenser la disparition des flux financiers engendrés jusque-là par le centre d'expérimentations du Pacifique.
Quelques mois plus tard, il obtient un statut d'autonomie élargi pour le territoire. Sous le gouvernement de Lionel Jospin, les socialistes ne se montrent pas moins généreux : les crédits d'État augmentent de 11 % à partir de 2000. Au lendemain de la réélection de Jacques Chirac, enfin, ce sont 840 millions d'euros qui sont budgétisés pour financer le développement de la Polynésie dans les dix prochaines années. « Vous n'êtes pas seuls, l'État vous accompagne », fait remarquer le président de la République, en juillet 2003, lors de sa tournée dans les territoires du Pacifique sud.
À partir de 1997, des agents de la DGSE sont détachés par Paris pour mettre en place un Service d'études et de documentation (SED), qui est rapidement utilisé à des fins d'espionnage des opposants à Gaston Flosse, ce que confirmera une enquête de la justice française.
Gaston Flosse est élu sénateur le 27 septembre 1998 et réélu le 21 septembre 2008 avec 53,45 % des voix au 1er tour. Pendant sa longue carrière politique, il a été également élu six fois maire de la commune de Pirae, trois fois président de l’Assemblée territoriale et à quatre reprises député à l’Assemblée nationale. Il est décoré chevalier de l’ordre national du Mérite en mai 1970 et de la Légion d'honneur en juillet 1975. En juin 1996, il reçoit la grand-croix de l’ordre de Tahiti Nui, qu’il a créée la même année.
Aux élections du 23 mai 2004 pour le renouvellement de l’Assemblée de la Polynésie française, la quasi-totalité de ses opposants forment une coalition politique créée pour la circonstance : l'Union pour la démocratie (UPLD).
Sa pratique autoritaire du gouvernement, ses nombreuses mises en examen, sa réforme de statut qui a du mal à être acceptée par l'opinion publique et un système électoral assurant une « prime » aux listes arrivant en tête dans les circonscriptions, provoquent sa défaite. L'indépendantiste Oscar Temaru devient le nouveau président de la Polynésie française.
Cette victoire est contestée par Gaston Flosse, qui réussit à réunir une nouvelle majorité à l'Assemblée de la Polynésie et à renverser le gouvernement d'Oscar Temaru, quatre mois après son élection. Dès lors, une lutte de pouvoir commence entre les deux hommes et annonce le début d'une instabilité politique qui dure jusqu'en 2011.

### 2008: bref retour au pouvoir avec l'UPLD
Devant l'incapacité d'obtenir une majorité durable, l'Assemblée de la Polynésie française procède à des élections anticipées en 2008. Cinq gouvernements se sont succédé depuis les élections de 2004. Lors des élections territoriales de janvier et février 2008, le To Tatou Ai'a, dirigé par des dissidents du parti de Gaston Flosse dont le chef est Gaston Tong Sang, remporte le plus grand nombre de sièges à l'Assemblée territoriale. Un accord entre To Tatou Ai'a et l'autre parti de Gaston Flosse, le Tahoera'a huiraatira, semble se dessiner. Cependant, Gaston Flosse forge une alliance avec les indépendantistes sous la bannière d'une Union pour le développement, la stabilité et la paix (UDSP). Il est élu à la présidence de la Polynésie française avec les voix de l'UPLD (indépendantistes). La coalition avec To Tatou Ai'a s'effondre et Oscar Temaru est élu à la présidence de l'Assemblée territoriale avec les voix du Tahoera'a. Considéré comme une trahison politique, Gaston Flosse est exclu de l'UMP.
Le 15 avril 2008, une nouvelle motion de défiance, déposée par Gaston Tong Sang, est votée par 29 voix sur 57 (les 21 membres du groupe autonomiste et anti-indépendantiste du To Tatou Ai'a, les six élus du tout nouveau groupe Te Mana no te mau Motu (La voix des Archipels) regroupant des « îliens » alliés à Gaston Tong Sang et enfin deux dissidents de la majorité Tahoera'a-UPLD). Comme le veut la réforme statutaire décidée avant les élections territoriales, celle-ci entraîne alors la chute du gouvernement Flosse et l'élection immédiate de Gaston Tong Sang pour lui succéder.
Parallèlement, Gaston Flosse mène une liste conjointe avec l'UPLD Richard Tuheiava pour les élections sénatoriales de septembre 2008, qui les voit être élus tous deux sénateurs.

### 2008-2012: mise en retrait provisoire
Le Tahoera'a Huiraatira recrée en février 2009 un groupe politique distinct de celui de l'Union pour la démocratie (UPLD) à l'Assemblée de la Polynésie française, tout en restant allié à ce dernier et retrouvant la majorité, Oscar Temaru devenant le nouveau président de la Polynésie et le gendre de Gaston Flosse, Édouard Fritch, obtient la présidence de l'Assemblée. Celui-ci se voit confier de plus en plus la responsabilité de mener le Tahoera'a dans les institutions pendant les ennuis judiciaires traversés par Gaston Flosse.
Après des tensions accumulées en mars 2009, le parti de Gaston Flosse rompt avec les partisans de l'opposition le mois suivant avant de revenir dans la majorité, cette fois-ci allié à To Tatou Ai'a de Gaston Tong Sang, qui redevient président de la Polynésie en novembre 2009. Les deux partis autonomistes sont à leur tour renversés par une alliance entre les indépendantistes et les îliens de Te Mana o te Mau Motu en avril 2011.

### 2012-2014: derniers succès électoraux
Pour autant, bien que dans l'opposition et plusieurs fois condamné, tout en faisant appel ou se pourvoyant en cassation, Gaston Flosse et son parti renouent avec les succès électoraux à partir de 2012. D'abord, les élections législatives de juin 2012 permettent aux candidats du Tahoera'a de remporter les trois circonscriptions polynésiennes. À l'approche des élections territoriales de 2013, son mouvement voit revenir plusieurs de ses anciens dissidents de poids, dont Jean-Christophe Bouissou et son parti Rautahi, au même titre que le transfuge du groupe To Tatou Ai'a et unique représentant du Taatira no te hau de Robert Tanseau et que la jusque-là non inscrite Sandra Lévy Agami du Te mana Toa. Le 23 mars 2013, pour le lancement de sa campagne, 8 000 personnes selon la DCRI, 11 100 selon la direction du parti marchent à Papeete pour le soutenir, le faisant dès lors apparaître comme le favori du scrutin à venir.
Au premier tour des élections territoriales le 21 avril 2013, la liste Tahoera'a menée par Gaston Flosse arrive assez largement en tête avec 40,16 % des suffrages exprimés contre 24,09 % à l'UPLD du président sortant Oscar Temaru et 19,92 % à A Ti'a Porinetia de Teva Rohfritsch, qui a pris le relai de To Tatou Ai'a comme force autonomiste d'opposition à Gaston Flosse et Oscar Temaru. Tous trois se qualifient dans une triangulaire pour le second tour du 5 mai suivant. Deux semaines plus tard, le 5 mai, la liste Tahoera'a, qui a entre les deux tours reçu le soutien du chef de file de la liste Porinetia Ora (5,71 %), Teiva Manutahi, obtient 45,11 % des suffrages. L'UPLD recueille 29,26 % et A Ti'a Porinetia 25,63 %.
La loi organique no 2011-918 du 1er août 2011, instaurée dans le but d'assurer une stabilité institutionnelle, définit une prime majoritaire accordée à la liste arrivée en tête. Le parti de Gaston Flosse obtient grâce à cela 38 des 57 sièges à pourvoir à l'Assemblée de Polynésie française, ce qui lui permet d'être réélu président de la Polynésie française le 17 mai 2013. Le même jour à New York, l'Assemblée générale de l'ONU adopte une résolution, soutenue par Oscar Temaru, plaçant la Polynésie française sur la liste des territoires à décoloniser.

### Depuis 2014: inéligibilité, succession et retrait progressif
Néanmoins, le 5 septembre 2014, il perd l'ensemble de ses mandats locaux, le président de la République François Hollande ayant refusé de le gracier dans une affaire d'emplois fictifs pour laquelle il a notamment été condamné à une peine de trois ans d'inéligibilité. Il fait élire président de la Polynésie française, le 11 septembre 2014, Édouard Fritch, par 46 voix contre 10. Cette décision de justice avait été prévue dès 2013 : Édouard Fritch, son ancien gendre et « dauphin », devait lui succéder en cas d'inéligibilité ultérieure, étant lui-même remplacé par Marcel Tuihani, un autre proche de Flosse, à la présidence de l'Assemblée de la Polynésie. Il conserve toutefois la présidence de son parti dont Fritch est le vice-président. Il en va de même pour le mandat de sénateur dont il est déchu, son parti présente un ticket paritaire composé de Teura Iriti et Vincent Dubois, son gendre, tous les deux élus sénateurs.
La garde des Sceaux demande au Conseil constitutionnel, le 10 septembre, sa déchéance de son mandat de sénateur. Celle-ci est prononcée le 16 septembre 2014, deux semaines avant le terme de son mandat, alors qu'il avait annoncé son intention de ne pas se représenter.
Le 21 mars 2017, le grand conseil de Tahoeraa huiraatira vote à l'unanimité pour le soutien à Marine Le Pen pour l'élection présidentielle 2017. Selon Le Monde, Gaston Flosse « ex-homme fort du territoire, condamné à plusieurs reprises et privé de droits civiques, s'est mobilisé en faveur de la candidate FN, qui défendait une idée à laquelle il tient beaucoup : le statut de pays associé. » En Polynésie, Marine Le Pen obtient 32,5 % au premier tour — un score six fois plus élevé qu'en 2012 — et 41,6 % au second,.
En février 2020, il demande à être inscrit sur les listes électorales de Papeete, en expliquant qu'il réside dans son local électoral de Papeete, mais sa demande est rejetée par la commission de contrôle des listes électorales de Papeete. Il conteste cette décision mais est débouté.
Le 2 juin 2021, après avoir été longtemps favorable à l'autonomie de la Polynésie, il se dit partisan d'un État polynésien associé à la France. En 2022, il rebaptise son parti Amuitahiraa o te nuna'a Maohi (Rassemblement du peuple maohi).
Il appelle de nouveau à voter pour Marine Le Pen lors de l'élection présidentielle de 2022.
Âgé de 93 ans, Gaston Flosse annonce au cours d'une conférence de presse le 16 juillet 2024, qu'il quitte la présidence de son parti « pour raisons d’âge et de santé ». Il soutient alors la candidature de son épouse Pascale Haiti mais se présente finalement face à Bruno Sandras, qui assure l'intérim et se présente aussi. Ce dernier, unique candidat après les retraits d'Haiti et de Flosse, est élu président du parti. En désaccord, Flosse quitte son parti qu’il avait fondé en 1977, et créé en octobre un nouveau parti, Taho'e tatou,.

## Bilan politique

### Projet de développement
L'action de Gaston Flosse en faveur de la croissance économique de la Polynésie française est souvent mise en avant. Il est ainsi parvenu à obtenir d’abondantes aides financières des gouvernements centraux, qu’ils soient de droite ou de gauche. En 1996, par exemple, afin de compenser le manque à gagner à la suite de l’arrêt des essais nucléaires, Gaston Flosse obtient qu’une aide globale de 150 millions d’euros soit versée pendant dix ans à la Polynésie française. Une aide qui vient s’ajouter aux sommes contenues dans la loi d’orientation.
Aussi, c’est son gouvernement qui, en 1995, instaure une Protection sociale généralisée (PSG), devançant l’État français. Ainsi, toute personne résidant en Polynésie française bénéficie d’une couverture sociale qu’elle soit salariée, non salariée, à faibles revenus voire sans ressource. Afin de promouvoir le tourisme en Polynésie française et dynamiser la concurrence, il crée, en 1996 avec des investisseurs, la compagnie aérienne Air Tahiti Nui. En 2016, la flotte compte cinq Airbus A340-300 qui desservent les États-Unis, l’Europe, le Japon et la Nouvelle-Zélande.
Gaston Flosse est aussi à l’initiative du programme de promotion de la pêche hauturière et de la création de la société Tahiti Nui Rava’ai en 2000. L'objectif est de construire 56 thoniers d’ici 2006.
Néanmoins, l'ensemble reste extrêmement fragile, ne reposant pas sur une économie réelle. Ainsi, en 2011, la PSG fait face à une crise de financement remettant en cause son existence, la société Air Tahiti Nui est en grave difficulté économique et a dû initier un plan social en 2012. Le programme de pêche hauturière s'est révélé être un gouffre financier, d'après les termes du rapport de l'Inspection générale des finances. Les contribuables polynésiens et métropolitains ont ainsi contribué à hauteur de 107 % au coût d'achat de 43 bateaux finalement construits. Les sociétés chargées de leur exploitation continuent d'enregistrer de lourdes pertes qui font peser un risque financier certain sur les finances du pays.

### Bilan contrasté
En dépit des initiatives assez audacieuses visant à structurer le tourisme, comme la mise en place d'une compagnie aérienne polynésienne de long-courriers, le bilan économique et politique de Gaston Flosse semble contrasté. Ses initiatives se sont soldées par de maigres résultats ou des échecs : stagnation à un niveau très bas du nombre de touristes, dans un marché mondial en expansion ; rétraction de la part de marché du tourisme nautique via les paquebots de croisière.
L'industrie perlière est médiocrement orientée et se remet péniblement d'une surproduction qui a affecté les niveaux des prix de vente. Cette surproduction n'a pas non plus été accompagnée par une exigence accrue et systématique au niveau de l'application de critères de qualité, ce qui conduit les producteurs à se confronter à la concurrence asiatique, notamment chinoise[réf. nécessaire].
La pêche est en mauvais état, les moyens augmentent, mais les prises diminuent. Les critères de distribution des subventions visant à soutenir l'initiative locale restent opaques, ou à tout le moins restent trop indépendants des mesures d'accompagnement qui permettraient de suivre un projet et de l'accompagner en assurant sa montée en puissance. L'absence de suivi réel des investissements, le faible nombre d'entrepreneurs formés à la gestion et à la comptabilité, les études de marché peu réalistes, forment un ensemble de points faibles qui, mis bout à bout, forment une chaîne qui pèse sur les projets. Par ailleurs, nombre de projets fantaisistes permettent de capter certains flux financiers publics. Le « capitalisme des mers du Sud » ressemble trop souvent à un enrichissement artificiel, sans véritable enracinement économique viable[réf. nécessaire].
Dans un contexte socio-culturel singulier et au demeurant assez artificiellement perçu de l'intérieur comme de l'extérieur[pas clair], le tableau reste sombre s'agissant de la vie politico-économique de l'archipel. Les forts taux de rémunération des postes de la fonction publique entraînent un certain nombre d'effets pervers, influant en partie sur le niveau des prix marchands considérablement élevé et par voie de conséquence, maintenant un niveau de vie artificiel.
Le revers de la médaille de la croissance polynésienne, impulsée uniquement par une politique de dépenses publiques souvent orientées vers une oligarchie locale, est une dépendance toujours accrue envers les crédits de la métropole, induisant un type d'économie assistée où le développement durable est oublié, voire impossible en l'état. La chute de la couverture des importations par les exportations est spectaculaire, puisqu'elle est passée depuis 1999 de 24 % à 8 %.
Les largesses de la dépense publique, qui à vrai dire ont profité à des titres divers à l'ensemble de la population, semblent avoir lassé les Polynésiens qui, bien que profitant de revenus pour une part créés artificiellement, semblent frappés par les antagonismes sociaux et un certain « clientélisme » du système. L'insertion sociale en Polynésie française passe par des emplois salariés, où les activités de service et la fonction publique dominent. Même les secteurs privés dépendent largement des marchés publics. Les initiatives créatives ont été passablement stérilisées par les excès de cette politique, dont le clientélisme paraît être l'axe majeur dans la gestion du territoire. Les effets négatifs à long terme de ce type de gestion ont fortement contribué à écarter Gaston Flosse des responsabilités politiques[réf. nécessaire].
En 2007, dans un rapport de la Cour des comptes au chapitre des collectivités territoriales, la gestion des fonds publics par la Polynésie française fait l'objet d'un réquisitoire implacable visant les dernières années de Gaston Flosse à la tête du territoire, marquées par une « administration parallèle » et des « dérives » financières,. Toutefois en 2013, la Polynésie française voit une très légère reprise économique.

## Affaires judiciaires
Gaston Flosse a été régulièrement accusé d'avoir mis en place un système clientéliste et autoritaire, et d'avoir mis à mal les contre-pouvoirs polynésiens, y compris la justice, qui se serait montrée complaisante pendant qu'il était au pouvoir.
Mis en cause dans plusieurs affaires, Gaston Flosse a longtemps bénéficié de non-lieux. Alors qu'il a été radié des listes électorales à la veille des élections de mai 2001, la Cour de cassation, réunie en urgence, lui rétablit ses droits. Puis, en juin 2001, il est également relaxé en appel du délit de « corruption passive ».
En novembre 2002, il est, encore une fois, amnistié, dans une affaire de déclaration de patrimoine dans laquelle il était poursuivi pour « faux et usage de faux ». Mais à la fin de l'année 2009, sa situation juridique devient plus compliquée : privé de son immunité parlementaire, il est à deux reprises placé en détention provisoire à la prison de Nuutania. Il parvient néanmoins à faire annuler ses peines d'inéligibilité et à conserver ses mandats jusqu'en septembre 2014.

### Mort de Jean-Pascal Couraud
Gaston Flosse est mis en cause dans la disparition inexpliquée du journaliste tahitien Jean-Pascal Couraud, alias JPK, en décembre 1997. Celui-ci, ancien rédacteur en chef des Nouvelles de Tahiti, travaillait pour Boris Léontieff, adversaire politique de Gaston Flosse, et enquêtait sur ce dernier sur le terrain financier.
Une note de treize pages récapitulant les avancées de ses enquêtes judiciaires avait d'ailleurs été récupérée par l'entourage de Gaston Flosse en juin 1997. Jean-Pascal Couraud était surveillé par la cellule d'écoute du Groupement d'intervention de la Polynésie (GIP), le service d'ordre personnel de Gaston Flosse,. Les proches du journaliste évoquent la possibilité d'un assassinat en raison d'informations qu'il possédait sur l'existence d'un compte qu'aurait détenu Jacques Chirac au Japon,,.
Un ancien membre du Groupement d'intervention de la Polynésie, Vetea Guilloux, accuse, en 2004, deux membres du GIP d'être responsables de la mort de Jean-Pascal Couraud à l'issue d'un interrogatoire musclé en mer,. Après s'être rétracté, il réitère ses accusations, le 26 novembre 2012. Ses déclarations sont ensuite confortées par une série de témoignages allant dans le même sens. Le 25 juin 2013, deux anciens agents du GIP, Tutu Manate et Tino Mara, sont mis en examen pour enlèvement, séquestration et meurtre et, le 15 juillet, Léonard Puputauki, ancien patron du GIP et proche de Gaston Flosse, est à son tour mis à en examen pour enlèvement, séquestration de personne et meurtre commis en bande organisée. Le juge Jean-François Redonnet s'appuie sur plusieurs témoignages et éléments matériels, accréditant l'idée que le gouvernement cherchait à surveiller les moindres faits et gestes de Jean-Pascal Couraud, et pointe d'autres « morts suspectes » dans le dossier.

### Hôtel de Reginald Flosse
En juillet 2000, le président de la Polynésie française, Gaston Flosse, fait prendre quatre arrêtés lors du Conseil des ministres, afin de permettre au Territoire d'acquérir un hôtel appartenant à son fils Reginald Flosse, à des conditions favorables pour ce dernier. L'hôtel peut ainsi être acquis à son prix d'achat, soit 16,34 millions d'euros, alors qu'il était fermé depuis 1998.
Finalement, face à la polémique qui enfle, les arrêtés sont retirés en novembre 2000. Le tribunal correctionnel de Papeete condamne Gaston Flosse, le 22 juin 2006, à trois mois de prison avec sursis pour prise illégale d'intérêt et n'interjette pas appel du jugement. Le tribunal a néanmoins décidé le 28 avril 2015 l'abandon des poursuites, il ne sera dans ce dossier entendu désormais en tant que témoin assisté,.

### Achat de l'atoll Anuanuraro
Acheté 293 300 euros (35 millions de francs CFP) par l'homme d'affaires Robert Wan en 1982, la valeur de l'atoll Anuanuraro est estimée à 1,2 million d'euros, fin 2001, par la Direction des affaires foncières (DAF). Or le 10 avril 2002, la Polynésie française, alors présidée par Gaston Flosse, rachète l'atoll à un prix s'élevant à 7,1 millions d'euros.
Liés d'amitié, Gaston Flosse et Robert Wan sont tous deux mis en examen dans cette affaire. Après huit ans d'enquête, les juges d'instruction décident, en novembre 2012, de renvoyer l'affaire devant le tribunal correctionnel de Papeete. Gaston Flosse ainsi que Robert Wan ont été relaxés.

### Affaire des sushis
Le 23 mai 2004, une grande réception est organisée à la présidence de la Polynésie française pour fêter la victoire attendue de Gaston Flosse aux élections territoriales (qui seront finalement remportées par Oscar Temaru). Le coût de cette réception, financée par des fonds publics, est estimé à 24 000 euros, notamment en raison d'une commande importante de sushis. Pour cette « affaires des sushis », Gaston Flosse est condamné, en février 2009, à un an d'inéligibilité, un an de prison avec sursis et deux millions de francs CFP (environ 17 000 euros) d'amende pour détournement de fonds publics. Le 24 septembre 2009, lors du procès en appel, la peine prononcée en première instance est confirmée,. La cour d'appel de Paris annule sa peine d'inéligibilité le 23 novembre 2011 à la suite d'une cassation et d'une décision du Conseil constitutionnel abrogeant la disposition législative prévoyant une telle peine d'inéligibilité automatique.
Par ailleurs, il est condamné en appel, le 21 mars 2013, à 400 000 francs CFP (3 300 euros) d'amende et 420 000 francs CFP (3 500 euros) de dommages et intérêts, pour avoir eu recours à une femme de ménage à son domicile, alors qu'elle était rémunérée sur des fonds publics .

### Affaire du SED
En 2005, Oscar Temaru, l'avocat Stanley Cross portent plainte (retirée en 2006) ainsi qu'Annie Rousseau et Alexandre du Prel, convaincus que le Service d'études et de documentation (SED), créé le 13 mai 1997 sous la présidence Flosse, les a filmés, photographiés et a enregistré leurs conversations.
Plusieurs anciens agents du SED ont reconnu ces faits, ainsi que des filatures ou des poses de micros. Le SED aurait eu pour mission d'espionner des adversaires politiques de Flosse, l'ancienne épouse de celui-ci, ses maîtresses, un juge d'instruction et des journalistes, cela jusqu'à sa dissolution par Oscar Temaru le 24 mai 2004.
Dans cette affaire, Gaston Flosse, son ancien directeur de cabinet, les deux principaux cadres du SED et huit autres personnes sont mis en examen pour atteinte à la vie privée ainsi que pour détournements de fonds. En ce qui concerne l'atteinte à la vie privée, le tribunal correctionnel l'acquitte ainsi qu'une dizaine de personnes le 23 juin 2015, mais en ce qui concerne le volet financier, il est condamné en première instance à 2 ans d’inéligibilité, 18 mois de prison avec sursis et 2 millions de Fcfp d’amende. L’avocat de Gaston Flosse maître François Quinquis a annoncé qu’il ferait appel de ce jugement.
Le 25 février 2016, la cour d'appel de Papeete confirme le jugement en première instance du tribunal correctionnel,.

### Annuaires de l'OPT
Gaston Flosse est accusé d'avoir favorisé, de 1993 à 2005, les entreprises de l'homme d'affaires Hubert Haddad, lui permettant d'obtenir des marchés publics, notamment auprès de l'Office des postes et télécommunications (OPT), de la compagnie aérienne Air Tahiti Nui et de la chaîne Tahiti Nui Télévision. En échange, il aurait reçu mensuellement, via sa secrétaire particulière, des enveloppes d'argent liquide pour un montant total d'1,2 million d'euros.
Au début du mois de juillet 2009, la secrétaire particulière de Gaston Flosse est placée en détention provisoire. À la suite de la demande du procureur général de Papeete, le bureau du Sénat lève partiellement l'immunité parlementaire de Gaston Flosse le 22 juillet 2009, autorisant ainsi son placement en garde à vue ; c'est la quatrième fois depuis 1995 qu'une telle décision est prise à l'encontre d'un sénateur. Deux jours plus tard, Gaston Flosse est placé en garde à vue dans les locaux de la Division nationale d'investigation financière de Nanterre. Le 17 septembre 2009, il est à nouveau placé en garde à vue, à Papeete cette fois-ci. Il est ensuite mis en examen, le 30 septembre 2009.
Le 4 octobre 2009, sa compagne, Pascale Haiti, est également mise en examen à Tahiti. Cette dernière est accusée de destruction de preuves dans cette affaire qui porte sur un « pacte de corruption » dont Gaston Flosse serait le « centre », selon les termes du procureur de la République en Polynésie française.
Après la levée de son immunité parlementaire par le bureau du Sénat, Gaston Flosse est arrêté et placé en détention provisoire au centre pénitentiaire de Faaa-Nuutania, à Faaa, le 10 novembre 2009. Libéré sous contrôle judiciaire le 25 novembre suivant, il est de nouveau incarcéré le 3 décembre, puis libéré sous caution trois semaines plus tard, le 24 décembre 2009.
Le 15 janvier 2013, le tribunal correctionnel de Papeete le condamne à cinq ans de prison ferme, 84 000 euros d'amende et cinq ans de privation de ses droits civils, civiques et de famille, pour trafic d'influence passif et corruption active. Les audiences ont permis d'établir qu'il avait reçu 1,6 million d'euros en liquide d'Hubert Haddad et Gaston Flosse a reconnu avoir utilisé une partie de cet argent pour régler la pension alimentaire d'une de ses anciennes compagnes. L'infraction de corruption active concerne un autre volet du dossier : il est condamné pour avoir monnayé le vote d'un élu, Noa Tetuanui, décisif dans le renversement du gouvernement Oscar Temaru en 2004. Gaston Flosse interjette appel du jugement.
Après avoir été renvoyée le 24 juin 2014, l'affaire en appel s'est tenue le 15 janvier 2015. Mais finalement un nouveau procès aura lieu les journées du 15, 16 et 17 avril 2015,,. Le procès est alors renvoyé et devrait se dérouler en 2016 , , , la cour ayant refusé en mars 2016 la demande de prescription des avocats de Gaston Flosse. Cependant, le 19 novembre 2019, la chambre de l’instruction estime que les actes produits au cours des 3 dernières années ne sont pas constitutifs et reconnaît la prescription des faits. Le parquet général se pourvoi en cassation. Le 5 janvier 2023, la Cour de cassation invalide la prescription et ordonne une nouvelle instruction, dirigée par des magistrats de Paris,.

### Emplois fictifs
Gaston Flosse avait multiplié les recrutements sous la forme de « contrats cabinets » directement rattachés à la présidence de la Polynésie française. Plus de 1 000 personnes ont ainsi pu être employées par ce dispositif. La justice est parvenue à identifier près d'une centaine de personnes pour lesquelles les emplois sont qualifiés de fictifs ou servaient les intérêts du parti politique de Gaston Flosse.
Le 4 octobre 2011, Gaston Flosse est condamné à quatre ans de prison ferme pour détournement de fonds publics et prise illégale d'intérêts, aux côtés de 86 autres personnes,. Le 7 février 2013, la cour d’appel de Papeete ramène cette peine à quatre ans de prison avec sursis, 125 000 euros d'amende et trois ans de privation des droits civiques. Il se pourvoit en cassation.
La condamnation est confirmée par la Cour de cassation le 23 juillet 2014. Le 4 septembre, la cour d'appel de Papeete rejette sa demande de relèvement de peine pour échapper à inéligibilité. Le lendemain, le président de la République François Hollande refuse de le gracier, et le haut-commissaire Lionel Beffre lui notifie sa condamnation et met fin à tous ses mandats locaux.

### Affaire de la vaisselle
Le 11 octobre 2016, Gaston Flosse et sa compagne Pascale Haiti sont reconnus coupables par la justice de détournement de biens publics et recel, dans une affaire de vaisselle. En effet, il était reproché à l'ancien président de la Polynésie française et sa compagne de s'être approprié une partie de cette vaisselle appartenant à la présidence de la Polynésie française en quittant celle-ci en septembre 2014. Alors que le parquet avait requis en août un an de prison ferme et trois ans d'inéligibilité contre Gaston Flosse, celui-ci est finalement condamné à une amende de 16 700 euros. Pascale Haiti doit s’acquitter d'une amende de 8 380 euros. En outre, le couple devra verser 8 380 euros de dommages et intérêts.

### Diffamation envers Édouard Fritch
En février 2019, Gaston Flosse est condamné à deux millions de Fcfp d'amende pour diffamation envers Édouard Fritch.

### Affaire de la citerne d'Erima
Gaston Flosse est accusé d'avoir fait supporter durant près de vingt ans aux administrés de sa commune Pirae, dont il est le maire de 1965 à 2000, les frais d'alimentation en eau de son domicile, situé à Arue, une municipalité limitrophe. Jugé pour détournement de fonds publics et abus de confiance, il est condamné le 10 décembre 2020 par la cour d'appel de Papeete à deux ans de prison avec sursis, quelque 83 000 euros d'amende, ainsi qu'à cinq années d'inéligibilité,.
À la suite de son pourvoi en cassation, sa condamnation est confirmée le 12 janvier 2022.

### Affaire de la dissimulation de patrimoine
Le 13 octobre 2021, le tribunal judiciaire de Paris condamne Gaston Flosse à six mois de prison ferme et 45 000 euros d’amende pour avoir dissimulé une partie de son patrimoine, et pour avoir émis une déclaration mensongère auprès de la Haute Autorité pour la transparence de la vie publique. Cependant, en raison de son âge avancé (90 ans), le tribunal l'autorise à purger sa peine à son domicile, sous surveillance par bracelet électronique.
Il est relaxé par la cour d’appel de Paris le 5 décembre 2023.

### Affaire du faux bail du studio de Papeete
Le 27 septembre 2022, Gaston Flosse est condamné par le tribunal correctionnel à neuf mois de prison avec sursis probatoire de deux ans, 8 300 euros d'amende, et une peine d'inéligibilité de cinq ans, pour faux et inscription indue sur une liste électorale à Papeete,. Une peine de 9 mois de prison avec sursis et une amende de 500 000 Fcfp est prononcée contre Raymond Wholer, qui a signé le faux bail, et 6 mois de prison avec sursis et 500 000 Fcfp également contre Pascale Haiti, compagne de Gaston Flosse.
Le 18 avril 2024, la cour d'appel de Papeete confirme la peine rendue en première instance pour Gaston Flosse, et ajoute trois ans d'inéligibilité à l'encontre de sa compagne Pascale Haiti.

## Distinctions
- Chevalier de la Légion d'honneur (1975) ;
- Chevalier de l'ordre national du Mérite (1970) ;
- Grand-croix de l'ordre de Tahiti Nui (1996).